# Christian Girard (homme politique)
Pour les articles homonymes, voir Christian Girard et Girard.
Christian Girard, né le 7 mai 1952 à Manosque (Alpes-de-Haute-Provence), est un homme politique français.
Membre du Rassemblement national, il est élu député dans la 1re circonscription des Alpes-de-Haute-Provence lors des élections législatives de 2022.
Il est également conseiller régional de Provence-Alpes-Côte d'Azur depuis 2021.

## Biographie
Directeur administratif à la Caisse d’épargne, Christian Girard commence son engagement politique à l'UMP. N'étant pas investi par son parti pour les élections départementales de 2015, il se maintient en tant que candidat sans étiquette, puis rejoint le Front national en 2017.
Candidat aux élections départementales de 2021 dans le canton de Manosque-1, il est élu le 19 juin 2022 député des Alpes-de-Haute-Provence au terme du second tour des élections législatives.
Il siège au sein du groupe RN et est membre de la commission de la Défense nationale et des Forces armées, puis, à compter du 19 octobre 2024, de la commission des Affaires étrangères de l'Assemblée nationale.
En juin 2025, le site d'information Les Jours révèle qu'il fait partie d'un groupe Facebook contenant de nombreux propos racistes, antisémites et homophobes.